# Oxyethira spinifera
Oxyethira spinifera  (лат.) — вид мелких ручейников рода Oxyethira из семейства Hydroptilidae. Эндемики Океании.

## Распространение
Остров Новая Каледония.

## Описание
Мелкого размера ручейники, антенны самцов состоят из 23-25 сегментов, крылья узкие, покрыты волосками, длина крыльев 1,3 — 1,5 мм. Число шпор на передних, средних и задних ногах равно 0, 3 и 4 соответственно. Нижнечелюстные щупики самок и самцов состоят из 5 члеников (первые два членика короткие). Личинки живут на дне водоёмов разного типа, альгофаги. Впервые был описан в 2015 году в ходе родовой ревизии, проведённой энтомологами А. Уэллс (Alice Wells, Australian Biological Resources Study, Канберра, Австралия) и  К. Йохансон (Kjell Johanson, Swedish Museum of Natural History, Стокгольм, Швеция). Название дано по признаку колючих шипиков на субгенитальной пластинке.

## Систематика
Включён в состав подрода Trichoglene.